# Chú hề ma quái
Chú hề ma quái (tựa tiếng Anh: It, hay còn gọi là It: Chapter One, tạm dịch: Nó: Phần Một) là một bộ phim kinh dị siêu nhiên Mỹ ra mắt năm 2017 của đạo diễn Andy Muschietti. Đây là phần đầu tiên trong kế hoạch sản xuất loạt phim It hai phần dựa trên cuốn tiểu thuyết cùng tên của nhà văn Stephen King. Nhóm biên kịch của phim gồm có Chase Palmer, Cary Fukunaga và Gary Dauberman.

## Nội dung phim
Phim kể về bảy đứa trẻ sống tại bang Maine và hành trình khám phá, tiêu diệt một thực thể ngoài hành tinh có nhiều khả năng đặc biệt là It (tên tiếng Việt: Nó) thường hay xuất hiện trong hình dạng gã hề Pennywise.
Tự đặt tên nhóm là "Hội kém cỏi", những đứa trẻ nhận ra rằng tất cả chúng đang bị đe dọa bởi cùng một thực thể. Chúng xác định rằng Pennywise biến hóa thành những gì chúng sợ, hắn thức dậy cứ sau 27 năm để làm hại trẻ em ở thị trấn Derry trước khi quay lại ngủ đông và di chuyển thông qua hệ thống cống ngầm, tất cả đường cống đều dẫn đến một cái giếng hiện đang ở dưới ngôi nhà bỏ hoang số 29 trên đường Neibolt. Sau một cuộc tấn công của Pennywise, cả nhóm mạo hiểm đến ngôi nhà hoang để đối đầu với hắn, từng đứa trẻ tách ra và bị hù dọa. Khi chúng tập hợp lại, Beverly đâm vào đầu Pennywise, buộc gã hề phải rút lui. Sau cuộc chạm trán, cả nhóm bắt đầu muốn bỏ cuộc, chỉ có Bill và Beverly kiên quyết đòi tiếp tục chiến đấu với gã hề.
Vài tuần sau, sau khi Beverly chống lại ông bố lạm dụng tình dục mình, cô bị Pennywise bắt cóc. Hội kém cỏi tập hợp lại và quay trở lại ngôi nhà hoang đường Neibolt để giải cứu cô. Henry Bowers, người đã giết bố mình sau khi bị gã hề ám ảnh đến điên loạn, tấn công cả nhóm. Mike chiến đấu lại và xô Bowers xuống cái giếng sâu thăm thẳm. Hội kém cỏi đi xuống đường cống và tìm thấy hang ổ dưới lòng đất của gã hề, nơi chứa rất nhiều đạo cụ làm xiếc và đồ đạc của trẻ em, xung quanh là xác của những đứa trẻ bị mất tích bay lơ lửng giữa không trung. Beverly, đang bị hôn mê sau khi tiếp xúc với hình dạng thật của gã hề, tỉnh lại khi Ben hôn cô. Bill gặp Georgie, nhưng nhận ra rằng cậu bé là do Pennywise biến hóa. Pennywise tấn công cả nhóm và bắt Bill làm con tin, đề nghị tha mạng cho những đứa trẻ còn lại nếu chúng để hắn giữ Bill. Hội kém cỏi từ chối điều này và khẳng định tình bạn của chúng, vượt qua những nỗi sợ hãi khác nhau của chúng. Sau một trận chiến ngắn ngủi, cả nhóm đánh bại Pennywise và hắn rút lui, Bill tuyên bố rằng hắn sẽ chết đói trong thời gian ngủ đông. Sau khi tìm thấy phần còn lại của chiếc áo mưa của Georgie, Bill cuối cùng cũng chấp nhận cái chết của em trai mình và được bạn bè an ủi.
Khi mùa hè kết thúc, Beverly kể cho cả nhóm nghe về một hình ảnh mà cô thấy trong khi hôn mê, cô thấy chúng chiến đấu với Pennywise khi chúng thành người lớn. Hội kém cỏi tạo ra lời thề máu bằng cách cắt bàn tay của nhau và tạo thành một vòng tròn, thề sẽ trở lại thị trấn Derry khi lớn lên nếu gã hề trở lại và tiêu diệt hắn một lần cho mãi mãi. Stanley, Eddie, Richie, Mike và Ben nói lời tạm biệt khi cả nhóm chia tay nhau. Beverly nói với Bill rằng cô sẽ rời khỏi thị trấn vào ngày hôm sau để đến sống với người dì ở Portland. Khi cô rời đi, Bill chạy đến bên cô và cả hai hôn nhau.

## Diễn viên
- Jaeden Lieberher trong vai William "Bill" Denbrough
- Sophia Lillis trong vai Beverly "Bev" Marsh
- Bill Skarsgård trong vai It / Pennywise
- Jeremy Ray Taylor trong vai Benjamin "Ben" Hanscom
- Finn Wolfhard trong vai Richard "Richie" Tozier
- Wyatt Oleff trong vai Stanley "Stan" Uris
- Chosen Jacobs trong vai Michael "Mike" Hanlon
- Jack Dylan Grazer trong vai Edward "Eddie" Kaspbrak
- Nicholas Hamilton trong vai Henry Bowers
- Jackson Robert Scott trong vai George "Georgie" Denbrough

## Nhân vật

### It
Gã hề Pennywise vốn là hiện thân của một loài sinh vật tà ác cổ xưa tên là It. Nó có hình dạng nguyên thủy là một thứ ánh sáng màu vàng gọi là ánh sáng chết chóc, tồn tại trong Vũ trụ Vĩ mô (Macroverse), đặt chân đến Trái Đất từ rất lâu. Loài sinh vật này sở hữu năng lực ma quái, trong đó có khả năng thay hình đổi dạng thành bất cứ ai mà nó muốn.
Cứ mỗi 27 năm một lần, nó thức dậy sau giấc ngủ đông dài và tìm kiếm thức ăn. Nó đặc biệt thích ăn thịt trẻ con, cũng vì vậy mà hình ảnh chú hề được nó lựa chọn để xuất hiện và hù dọa lũ trẻ. Tuy nhiên, nó không nuốt chửng con mồi ngay lập tức mà "ăn nỗi sợ" từ nạn nhân. Nó thích thao túng tâm trí của những đứa trẻ có vết thương lòng hoặc mang nhiều bi kịch.
Mặc dù It là một sinh vật cổ xưa với sức mạnh to lớn nhưng vẫn có một số điểm yếu nhất định. It là một thực thể nhạy cảm về mặt tinh thần, nên có thể bị lòng dũng cảm và tình yêu thương đánh bại, ngay cả trong những hình thức ác quỷ nhất.
Nguyên tác của Stephen King chỉ ra rằng khi It hóa thân thành một hình dạng nào đó, nó không tuân thủ quy luật của hình dạng này. Điều này có nghĩa là It không hoàn toàn bất tử, cơ thể vật lý của nó có thể chảy máu, tổn thương hay thậm chí bị phá hủy. Trong thời gian ngủ đông 27 năm, It hoàn toàn có thể bị tiêu diệt nếu bị tấn công bất ngờ.
It có một thiên địch là The Turtle Maturin, một trong các sinh vật cổ xưa canh giữ The Dark Tower. Bộ đôi sinh vật này là hai mặt của một đồng xu và đã đối đầu nhau từ thời cổ đại.

## Sản xuất
Dự án đã được phát triển liên tục kể từ năm 2009. Bộ phim đã trải qua hai giai đoạn lập kế hoạch chính: ban đầu với Cary Fukunaga từ năm 2009 đến năm 2015, với những đóng góp ban đầu của biên kịch David Kajganich, và Andy Muschietti, Fukunaga vẫn giữ một số vai trò do có những đóng góp về kịch bản trước đó.

## Đón nhận

### Phòng vé
It thu về 328,8 triệu đô la tại Hoa Kỳ và Canada, và 373 triệu đô la tại các vùng lãnh thổ khác, tổng doanh thu toàn cầu là 701,8 triệu đô la, so với kinh phí sản xuất là 35–40 triệu đô la. Doanh thu 123,4 triệu đô la trên toàn thế giới trong tuần đầu công chiếu đã khiến cho bộ phim nhanh chóng giành lấy vị trí thứ 29 trong danh sách những bộ phim có doanh thu mở màn cao nhất mọi thời đại tại Hoa Kỳ và Canada. Deadline Hollywood tính toán lợi nhuận ròng của bộ phim là 293,7 triệu đô la, bao gồm ngân sách sản xuất, P&A, sự tham gia của các diễn viên tài năng và các chi phí khác, so với tổng doanh thu phòng vé và doanh thu giải trí tại gia, xếp bộ phim ở vị trí thứ năm trong danh sách "Những bộ phim bom tấn có giá trị nhất" năm 2017 của họ.

### Phản hồi

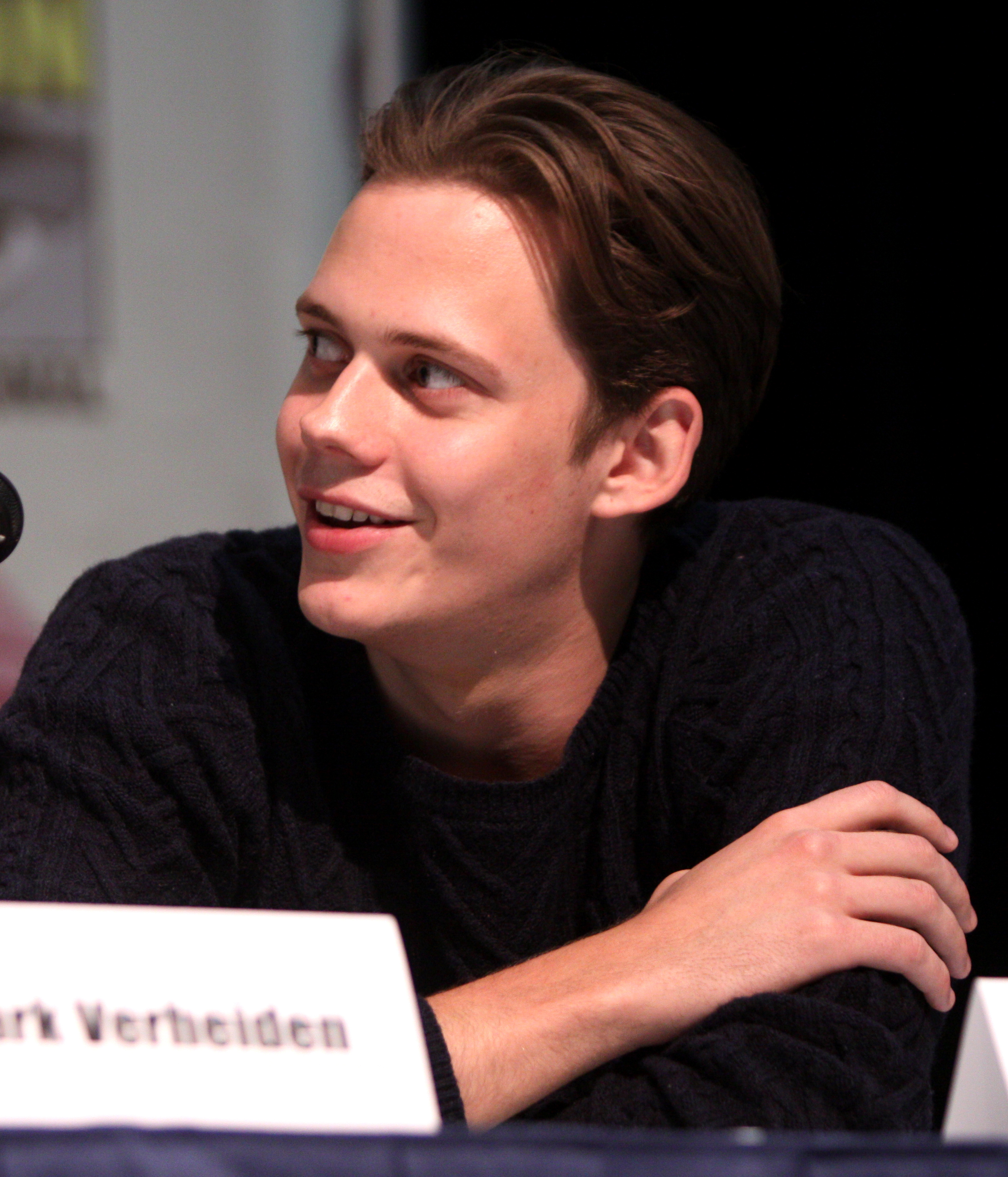
Các nhà phê bình đặc biệt khen ngợi vai diễn Pennywise của Bill Skarsgård.

It nhận được lời khen ngợi về diễn xuất, đạo diễn, kịch bản, quay phim và nhạc phim.  Trên trang tổng hợp đánh giá Rotten Tomatoes, bộ phim đạt tỷ lệ tán thành 85% dựa trên 387 bài đánh giá, với điểm trung bình là 7,30/10. Đánh giá chung của giới phê bình trên trang web này là: "Diễn xuất tốt, vô cùng đáng sợ, với cốt truyện giàu cảm xúc, It khuếch đại nỗi kinh hoàng trong tác phẩm kinh điển của Stephen King mà không làm mất đi tính chân thực." Metacritic, một nhà tổng hợp đánh giá khác, đã đánh giá  bộ phim số điểm trung bình 69 trên 100, dựa trên 49 nhà phê bình, cho thấy các đánh giá "nói chung là thuận lợi". CinemaScore đã dựa trên bình chọn từ khán giả, đã cho bộ phim điểm trung bình là "B+" trên thang điểm từ A+ đến F, trong khi những người ở PostTrak đã cho bộ phim điểm tổng thể rất tích cực là 85% và 64% "chắc chắc phải xem".

### Giải thưởng
| Danh sách giải thưởng và đề cử                | Danh sách giải thưởng và đề cử | Danh sách giải thưởng và đề cử                | Danh sách giải thưởng và đề cử | Danh sách giải thưởng và đề cử | Danh sách giải thưởng và đề cử |
| Giải thưởng                                   | Ngày                           | Hạng mục                                      | Nhận và được đề cử | Kết quả                        | Ref.                           |
| --------------------------------------------- | ------------------------------ | --------------------------------------------- | --- | ------------------------------ | ------------------------------ |
| Bogey Awards                                  | Ngày 8 tháng 10 năm 2017       | Bogey Award                                   | It | Đoạt giải                      | [ 19 ]                         |
| Bogey Awards                                  | Ngày 8 tháng 10 năm 2017       | Đồng                                          | It | Đoạt giải                      | [ 19 ]                         |
| Bogey Awards                                  | Ngày 8 tháng 10 năm 2017       | Bạc                                           | It | Đoạt giải                      | [ 19 ]                         |
| Bram Stoker Awards                            | Ngày 4 tháng 3 năm 2018        | Kịch bản xuất sắc nhất                        | Chase Palmer, Cary Fukunaga, và Gary Dauberman | Đề cử                          | [ 20 ] [ 21 ]                  |
| Clio Entertainment Awards                     | Ngày 2 tháng 11 năm 2017       | Theatrical: Teaser                            | Buddha Jones | Đoạt giải                      | [ 22 ]                         |
| Critics' Choice Movie Awards                  | Ngày 11 tháng 1 năm 2018       | Phim khoa học viễn tưởng/kinh dị hay nhất     | It | Đề cử                          | [ 23 ]                         |
| Empire Awards                                 | Ngày 18 tháng 3 năm 2018       | Phim kinh dị hay nhất                         | It | Đề cử                          | [ 24 ]                         |
| Golden Schmoes                                | Ngày 4 tháng 3 năm 2018        | Phim kinh dị hay nhất                         | It | Đoạt giải                      | [ 25 ]                         |
| Golden Schmoes                                | Ngày 4 tháng 3 năm 2018        | Biggest Surprise                              | It | Đoạt giải                      | [ 25 ]                         |
| Golden Schmoes                                | Ngày 4 tháng 3 năm 2018        | Diễn viên đột phá                             | Bill Skarsgård | Đề cử                          | [ 25 ]                         |
| Golden Schmoes                                | Ngày 4 tháng 3 năm 2018        | Nhân vật ngầu nhất                            | Pennywise | Đề cử                          | [ 25 ]                         |
| Golden Schmoes                                | Ngày 4 tháng 3 năm 2018        | Trailer hay nhất của năm                      | It | Đề cử                          | [ 25 ]                         |
| Goldene Leinwand                              | Ngày 27 tháng 9 năm 2017       | Golden Screen                                 | It | Đoạt giải                      | [ 26 ]                         |
| Golden Tomato Awards                          | Ngày 2 tháng 1 năm 2018        | Phim kinh dị hay nhất                         | It | Runner-up                      | [ 27 ]                         |
| Golden Trailer Awards                         | Ngày 6 tháng 6 năm 2017        | Phim kinh dị hay nhất                         | New Line Cinema, Buddha Jones | Đoạt giải                      | [ 28 ] [ 29 ]                  |
| Houston Film Critics Society                  | Ngày 6 tháng 1 năm 2018        | Poster xuất sắc nhất                          | It | Đề cử                          | [ 30 ]                         |
| IGN Awards                                    | Ngày 19 tháng 12 năm 2017      | Phim của năm                                  | It | Đề cử                          | [ 31 ]                         |
| IGN Awards                                    | Ngày 19 tháng 12 năm 2017      | Phim kinh dị hay nhất                         | It | Đoạt giải                      | [ 31 ]                         |
| IGN Awards                                    | Ngày 19 tháng 12 năm 2017      | Nhân vật phụ xuất sắc nhất                    | Bill Skarsgård | Đề cử                          | [ 31 ]                         |
| International Film Music Critics Association  | Ngày 22 tháng 2 năm 2018       | Soạn nhạc của năm                             | Benjamin Wallfisch {{small\|(cho It, Annabelle: Creation, Bitter Harvest, A Cure for Wellness, Mully, Blade Runner 2049, và[[Dunkirk ([phim 2017)\|Dunkirk]])}} | Đề cử                          | [ 32 ]                         |
| Jupiter Award                                 | Ngày 18 tháng 4 năm 2018       | Phim quốc tế xuất sắc nhất                    | Andy Muschietti | Đề cử                          | [ 33 ] [ 34 ]                  |
| Jupiter Award                                 | Ngày 18 tháng 4 năm 2018       | Nam diễn viên quốc tế xuất sắc nhất           | Bill Skarsgård | Đề cử                          | [ 33 ] [ 34 ]                  |
| MTV Movie & TV Awards                         | Ngày 18 tháng 6 năm 2018       | Phim hay nhất                                 | It | Đề cử                          | [ 35 ]                         |
| MTV Movie & TV Awards                         | Ngày 18 tháng 6 năm 2018       | Nhân vật phản diện xuất sắc nhất              | Bill Skarsgård | Đề cử                          | [ 35 ]                         |
| MTV Movie & TV Awards                         | Ngày 18 tháng 6 năm 2018       | Màn trình diễn đáng sợ nhất                   | Sophia Lillis | Đề cử                          | [ 35 ]                         |
| MTV Movie & TV Awards                         | Ngày 18 tháng 6 năm 2018       | Đội hình xuất sắc nhất trên màn ảnh           | Finn Wolfhard, Sophia Lillis, Jaeden Lieberher, Jack Dylan Grazer, Wyatt Oleff, Jeremy Ray Taylor và Chosen Jacobs                                              | Đoạt giải                      | [ 35 ]                         |
| San Diego Film Critics Society                | Ngày 11 tháng 12 năm 2017      | Nghệ sĩ đột phá                               | Sophia Lillis | Đề cử                          | [ 36 ] [ 37 ]                  |
| Saturn Awards                                 | Ngày 27 tháng 6 năm 2018       | Phim kinh dị hay nhất                         | It | Đề cử                          | [ 38 ]                         |
| Saturn Awards                                 | Ngày 27 tháng 6 năm 2018       | Nam diễn viên phụ xuất sắc nhất               | Bill Skarsgård | Đề cử                          | [ 38 ]                         |
| Saturn Awards                                 | Ngày 27 tháng 6 năm 2018       | Diễn xuất xuất sắc nhất của Nam diễn viên trẻ | Sophia Lillis | Đề cử                          | [ 38 ]                         |
| Saturn Awards                                 | Ngày 27 tháng 6 năm 2018       | Trang điểm đẹp nhất                           | Alec Gillis, Sean Sansom, Tom Woodruff, Jr. và Shane Zander | Đề cử                          | [ 38 ]                         |
| Seattle Film Critics Society                  | Ngày 18 tháng 12 năm 2017      | Diễn viên trẻ có màn trình diễn xuất sắc nhất | Sophia Lillis | Đề cử                          | [ 39 ]                         |
| Seattle Film Critics Society                  | Ngày 18 tháng 12 năm 2017      | Phản diện của năm                             | Bill Skarsgård | Đề cử                          | [ 39 ]                         |
| St. Louis Film Critics Association            | Ngày 17 tháng 12 năm 2017      | Kịch bản Chuyển thể Xuất sắc nhất             | Chase Palmer, Cary Fukunaga và Gary Dauberman | Đề cử                          | [ 40 ]                         |
| Teen Choice Awards                            | 12 tháng 8, 2018               | Nhân vật phản diện trong phim                 | Bill Skarsgård | Đề cử                          | [ 41 ]                         |
| Teen Choice Awards                            | 12 tháng 8, 2018               | Ngôi sao đột phá                              | Sophia Lillis | Đề cử                          | [ 41 ]                         |
| Teen Choice Awards                            | 12 tháng 8, 2018               | Bình chọn cặp đôi                             | Sophia Lillis, và Jeremy Ray Taylor | Đề cử                          | [ 41 ]                         |
| Washington D.C. Area Film Critics Association | Ngày 8 tháng 12 năm 2017       | Diễn xuất trẻ xuất sắc nhất                   | Sophia Lillis | Đề cử                          | [ 42 ]                         |
| Washington D.C. Area Film Critics Association | Ngày 8 tháng 12 năm 2017       | Dàn diễn viên xuất sắc nhất                   | It | Đề cử                          | [ 42 ]                         |

## Phần tiếp theo và phần tiền truyện
Nhà sản xuất Roy Lee đã đề cập đến bộ phim thứ hai trong một cuộc phỏng vấn với Collider vào ngày 16 tháng 2 năm 2016, trước khi quá trình quay phim chính thức bắt đầu, ông nói, "Dauberman đã viết bản thảo mới nhất khi làm việc với Muschietti, vì vậy có thể coi như nó là hai bộ phim." Ngày 19 tháng 7 năm 2017, Muschietti nói kế hoạch bắt đầu sản xuất phần tiếp theo của It vào mùa xuân năm sau, đồng thời nói thêm rằng, "Chúng tôi có thể sẽ có kịch bản cho phần hai vào tháng 1 năm 2018. Lý tưởng nhất là chúng tôi sẽ bắt đầu chuẩn bị vào tháng 3. Phần một chỉ dành cho trẻ em. Phần hai sẽ kể về những nhân vật này 30 năm sau khi đã trưởng thành, với những cảnh hồi tưởng về năm 1989 khi họ còn là những đứa trẻ." Ngày 21 tháng 7 năm 2017, Muschietti đã chia sẻ thêm về những đoạn hội thoại trong phần phim thứ hai mà phần đầu không có, "Có vẻ như chúng tôi sẽ làm điều đó. Đây là nửa sau, không phải phần tiếp theo. Đây là nửa sau và nó rất liên quan đến phần đầu."" Muschietti xác nhận rằng hai cảnh cắt từ bộ phim hy vọng sẽ được đưa vào phần thứ hai, một trong số đó là cảnh cháy ở Điểm Đen từ cuốn sách.
Một loạt phim tiền truyện có tựa đề  hiện đang được phát triển để phát hành vào năm 2025 HBO. Trước đó nó đã được lên lịch phát trực tuyến trên Max.